# Чардес (Болцано)
Чардес је насеље у Италији у округу Болцано, региону Трентино-Јужни Тирол.
Према процени из 2011. у насељу је живело 735 становника. Насеље се налази на надморској висини од 577 м.